# Personen der Moderne Basis
Die Personen der Moderne Basis (PMB) ist ein Webservice der Österreichischen Akademie der Wissenschaften und versammelt Datensätze zu Personen, Orten, Werken, Institutionen und Ereignissen mit Schwerpunkt auf Jung-Wien, dem österreichischen Fin de Siècle und Wien im Zeitraum von 1900 bis 1938. Die PMB wurde 2018 vom Austrian Centre for Digital Humanities and Cultural Heritage (ACDH-CH) veröffentlicht und wird laufend erweitert. Im Mai 2025 waren etwa 95.000 Entitäten vor allem aus dem Umfeld von Arthur Schnitzler, Karl Kraus und Hermann Bahr verzeichnet.

## Datenbank
Die PMB beruht auf dem Austrian Prosopographical Information System (APIS), einer am ACDH-CH für das Österreichische Biographische Lexikon entwickelten relationalen Datenbank. Verzeichnet werden Daten zu Personen, Orten, Werken, Institutionen und Ereignissen, die in geisteswissenschaftlichen Forschungsprojekten zu Wien um 1900 generiert werden. Die Entitäten können miteinander in Beziehung gesetzt werden, sodass z. B. Familienverhältnisse, Geburts- und Sterbedaten sowie Anwesende bei einer Veranstaltung an einem bestimmten Ort erfasst werden können. Größere Datensätze stammen aus der Edition des Tagebuchs von Arthur Schnitzler, aus seiner Korrespondenz und aus der Edition von Die Fackel. Die PMB dient verschiedenen Digital-Humanities-Projekten als vereinende Normdatei und ist im Sinne von Linked Open Data mit weiteren Normdatensätzen (z. B. aus Wikidata, GeoNames und der GND) als auch mit Links zu digitalen Texten angereichert. Die Daten können einzeln als JSON-Datei oder als TEI-Datei geladen werden. Es stehen auch Gesamtlisten zum Download zur Verfügung.
Anfang 2024 kam es zu einem größeren Update, das vor allem die Verknüpfung mit Wikidata erhöhen soll. Seither wird die PMB auch als eigenes Property P12483 in Wikidata geführt und die Inhalte der PMB aufgenommen.

## Projekte
Projekte, deren Daten in der PMB verzeichnet sind:
- Arthur Schnitzler: Briefwechsel mit Autorinnen und Autoren
- Arthur Schnitzler: Tagebuch. 1879–1931
- Arthur Schnitzler: Das Zeitlose ist von kürzester Dauer. Interviews, Meinungen, Proteste 1891–1931. Hg. Martin Anton Müller. Göttingen, Wallstein 2023, ISBN 978-3-8353-5471-5 (Website, Verlagspräsentation)
- Arthur Schnitzler: Lektüren
- Aufenthaltsorte von Arthur Schnitzler (1879–1931)
- Clara Katharina Pollaczek: Arthur Schnitzler und ich
- Karl Kraus: Die Fackel
- Karl Kraus: Rechtsakten der Kanzlei Oskar Samek
- Österreichisches Biographisches Lexikon (ab dem Geburtsjahr 1850)
- Hermann Bahr: Textverzeichnis